# Montbazin
Montbazin (okzitanisch: Montbasin) ist eine französische Gemeinde  mit 2903 Einwohnern (Stand 1. Januar 2022) im Département Hérault in der Region Okzitanien. Sie gehört zum Arrondissement Montpellier sowie zum Kanton Mèze. Die Bewohner werden Montbazinois und Montbazinoises genannt.
Die Gemeinde grenzt im Norden an Cournonterral, im Osten an Cournonsec, im Süden an Gigean und im Westen an Poussan und Aumelas.
| Jahr      | 1968 | 1975 | 1982 | 1990 | 1999 | 2006 | 2011 | 2017 |
| --------- | ---- | ---- | ---- | ---- | ---- | ---- | ---- | ---- |
| Einwohner | 1041 | 1109 | 1377 | 2062 | 2213 | 2711 | 2918 | 2952 |

## Sehenswürdigkeiten
- Ehemalige Kirche Saint-Pierre aus dem 12. Jahrhundert, seit 1964 als Monument historique klassifiziert[1]
- Archäologische Fundstätte des Forums Domitii in Les Salles, seit 1987 als Monument historique eingeschrieben[2]
- Stadttor und angrenzende Stadtmauer aus dem 14. Jahrhundert, seit 1925 als Monument historique eingeschrieben[3]
- Kolonnade des ehemaligen Schlosses aus dem 18. Jahrhundert

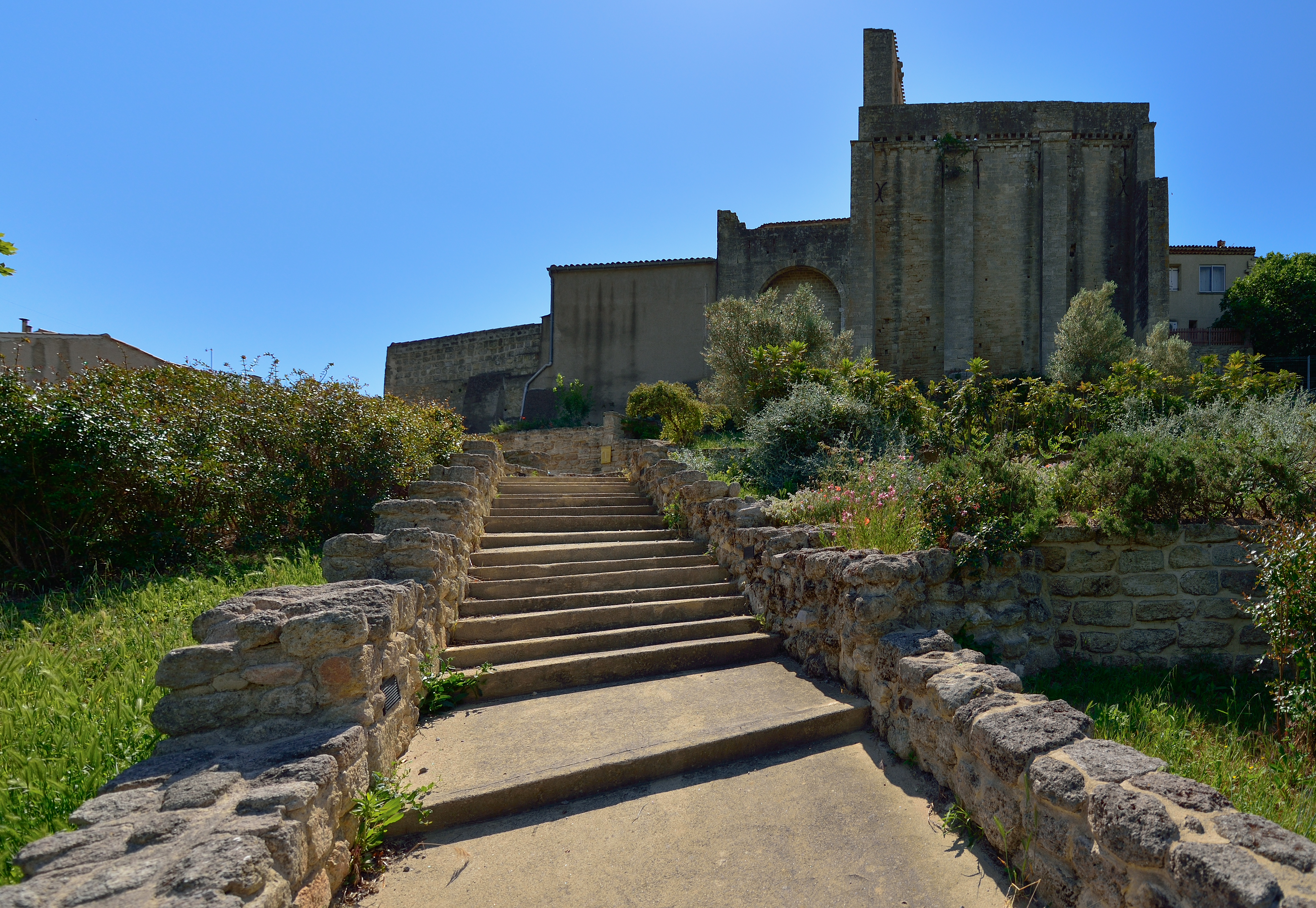
Kirche Saint-Pierre
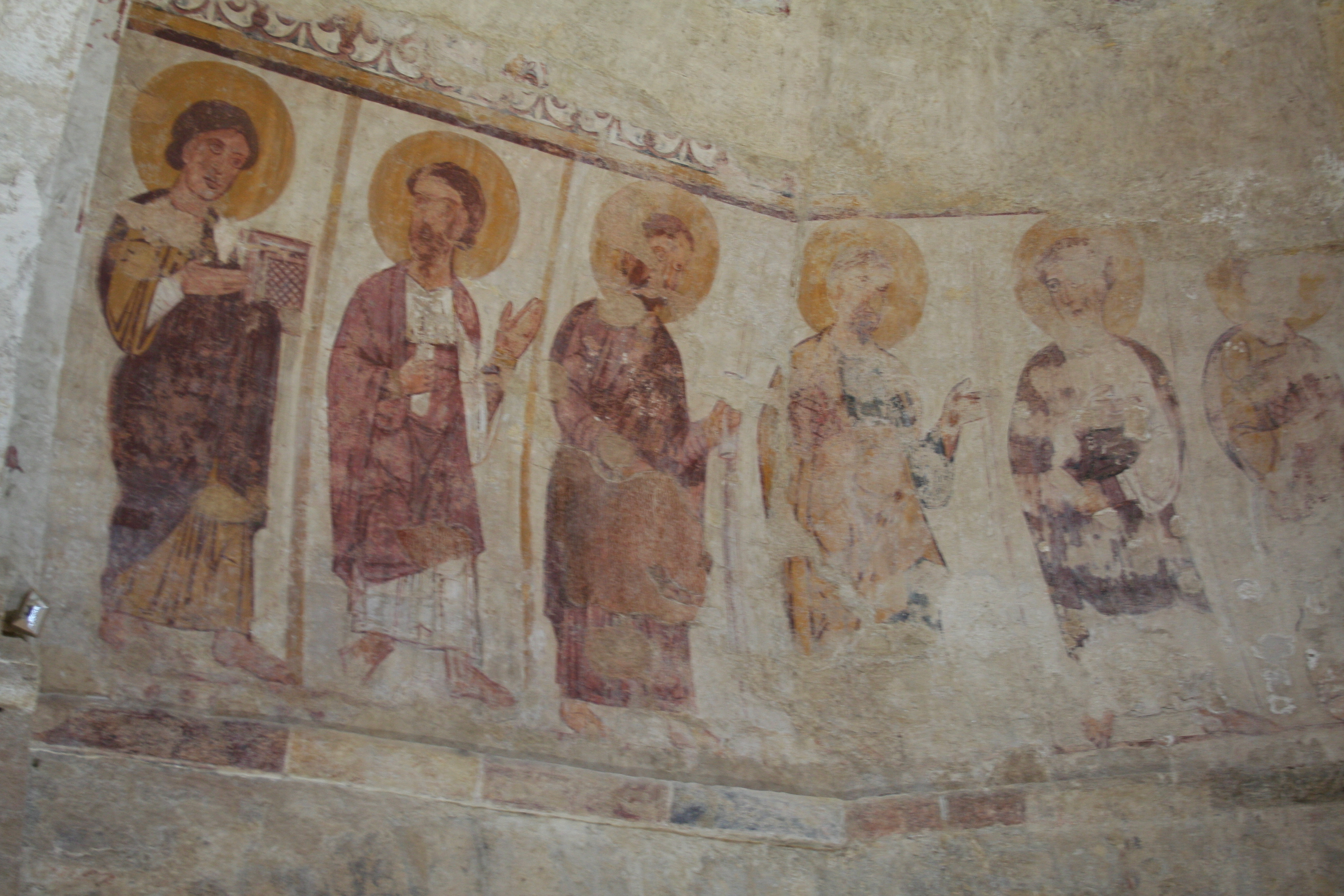
Kirche Saint-Pierre, romanische Fresken
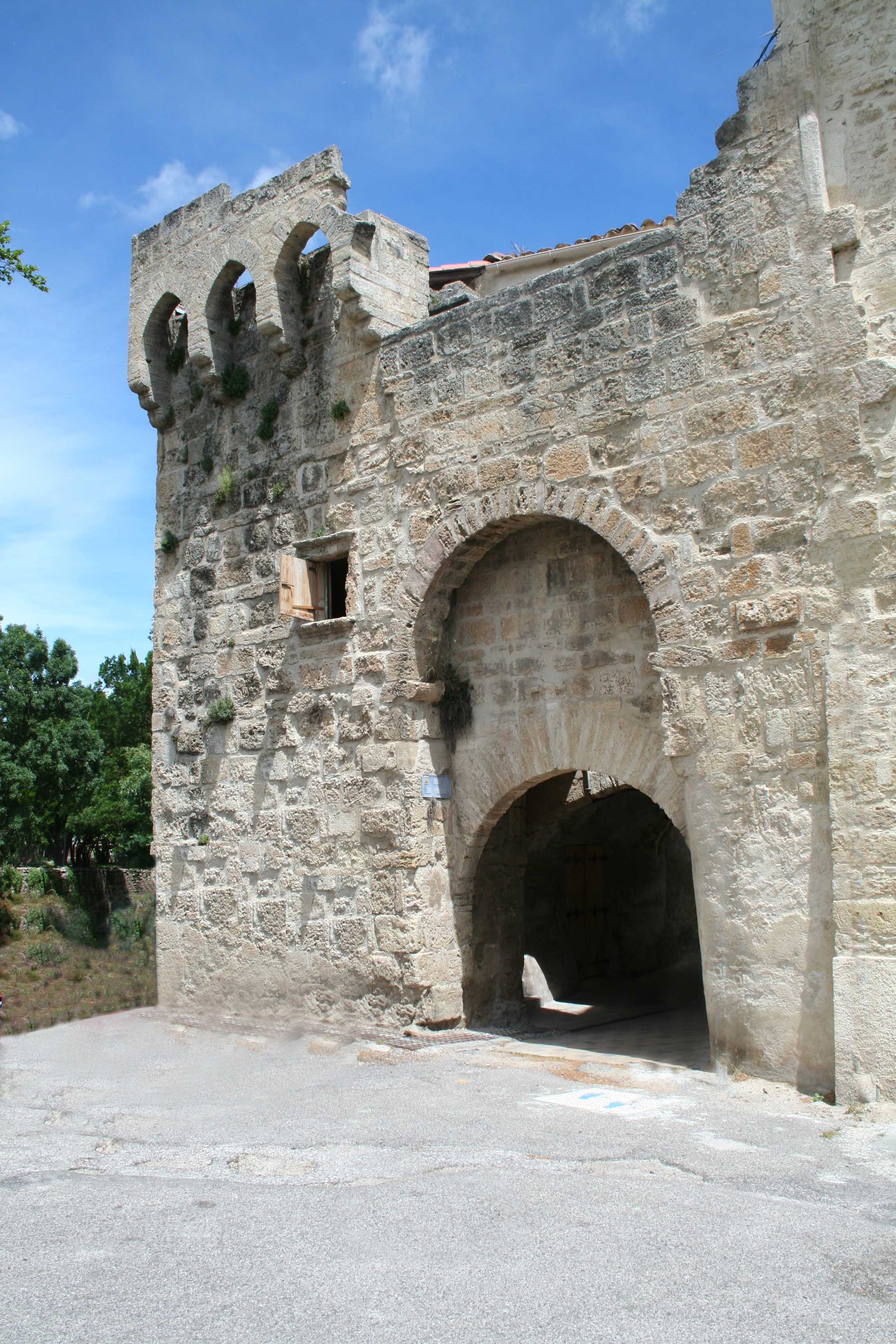
Stadttor
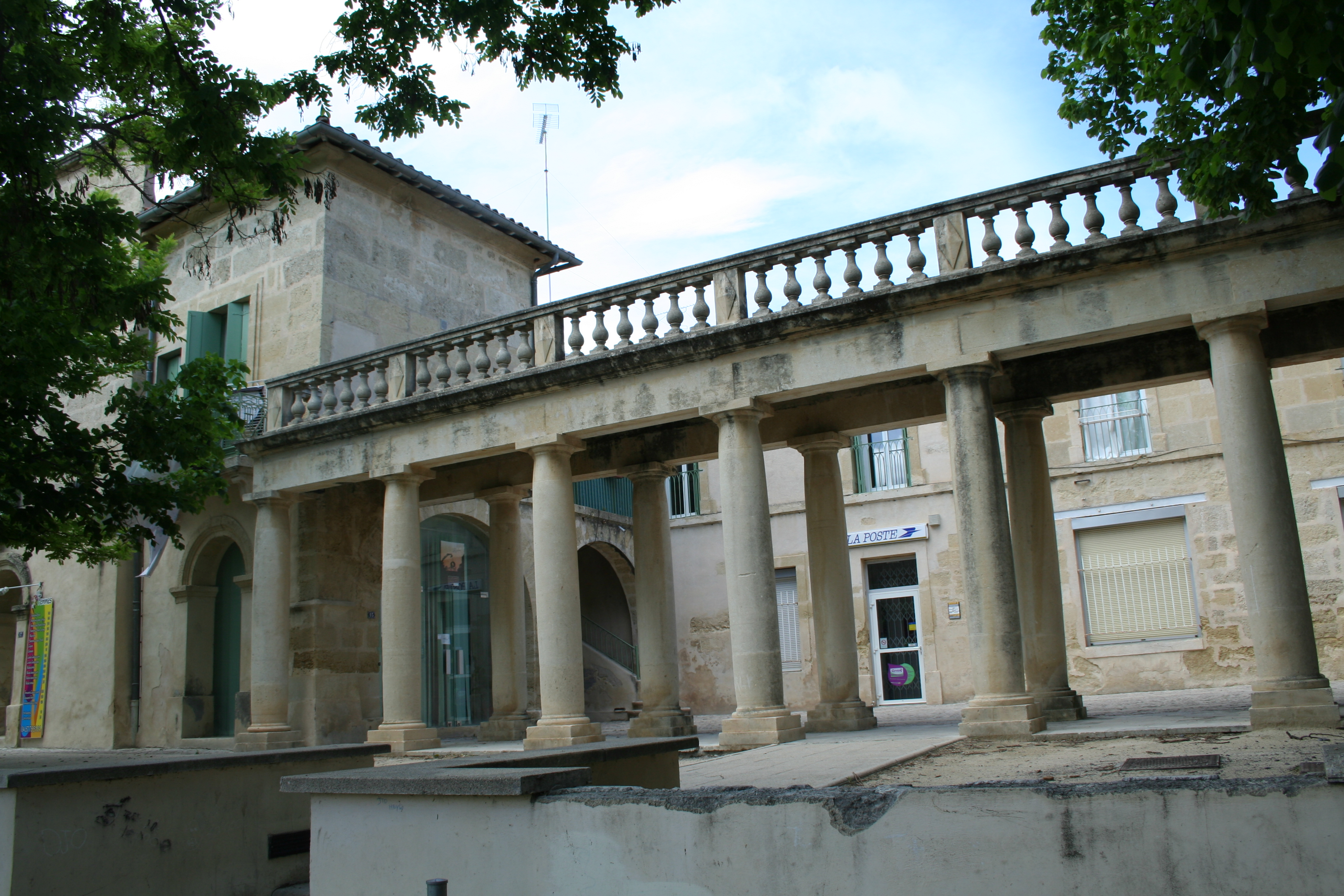
Kolonnade